# Genavir
Créée sous la forme d’un GIE en 1976, Genavir est devenu le 01 janvier 2020 une société par actions simplifiée unipersonnelle dont l’associé unique est l’IFREMER. Genavir est aujourd’hui l’opérateur principal de la flotte océanographique française.

## Compagnie de navigation
Compagnie de navigation maritime certifiée ISM* (International Safety Management Code) et ISO 9001, Genavir est adhérent au syndicat professionnel des entreprises françaises d'armement maritime (Armateurs de France). Genavir assure la gestion, l’exploitation et la maintenance de navires côtiers et hauturiers, du sous-marin habité Nautile, de ROV, d’AUV, d’équipements de sismique, de carottage, et de tout autre équipement destiné aux opérations de recherche scientifique conduites en mer.
L’entreprise assure également l’acquisition, la qualification, et le traitement de données océanographiques, hydrographiques et halieutiques.
En 2020, plusieurs salariés de l'entreprise sont mis en cause, pour harcèlement moral et sexuel,.

## Flotte en gestion
- Le Pourquoi pas? (navire) copropriété de l'Ifremer et de la Marine nationale française.
- L'Atalante (navire) propriété de l'Ifremer.
- Le Thalassa (navire) propriété de l'Ifremer.
- L'Antea (navire) propriété de l'IRD.
- L'Europe (navire) propriété de l'Ifremer.
- Le Côtes de la Manche (navire) propriété du CNRS.
- Le Téthys2 (navire) propriété du CNRS.
- L'Alis, propriété de la Flotte océanographique française  et opéré essentiellement pour l'IRD.
- L'Haliotis (navire) propriété de l'Ifremer.

## Implantations
- Brest/Plouzané
- Toulon/La Seyne-sur-Mer